# Kill This Love
| Críticas profissionais | Críticas profissionais |
| Pontuações agregadas   | Pontuações agregadas   |
| Fonte                  | Avaliação              |
| ---------------------- | ---------------------- |
| Metacritic             | 69/100                 |
| Avaliações da crítica  |                        |
| Fonte                  | Avaliação              |
| Consequence of Sound   | B                      |
| NME                    | [ 5 ]                  |
| Pitchfork              | 6.2/10                 |
| Rolling Stone          | [ 7 ]                  |

Kill This Love (estilizado em letras maiúsculas) é o segundo extended play (terceiro em geral) do grupo feminino sul-coreano Blackpink, lançado em 5 de abril de 2019, pela YG Entertainment e Interscope Records. É o seu primeiro material coreano desde o lançamento de Square Up em junho de 2018 e seu lançamento de estreia na Interscope Records. A faixa-título foi lançada como single principal.

## Antecedentes
A YG Entertainment divulgou um comunicado dizendo que o single principal será mais "intenso" do que as músicas anteriores do Blackpink, mas terá um "ritmo forte" como "Ddu-Du Ddu-Du", e que a coreografia do vídeo será mais "dinâmica" do que esforços anteriores. Também foi produzido por quatro coreógrafos de "classe mundial".

## Promoções
A YG Entertainment começou a promover o EP em 25 de março com um pôster da Lisa. Em 26 de março, o pôster de Jennie foi revelado. O pôster de Jisoo foi revelado no dia seguinte. O pôster de Rosé foi finalmente revelado em 28 de março. O pôster oficial do grupo foi revelado em 29 de março. A prévia do videoclipe foi lançada em 2 de abril.

## Versão japonesa
A versão japonesa foi lançada pela YGEX e Interscope, em 16 de outubro de 2019.

## Lista de faixas
| Kill This Love – Edição coreana |                                   |                        |                               |                |         |  |
| N.º                             | Título                            | Letras                 | Música                        | Arranjo        | Duração |  |
| 1.                              | "Kill This Love"                  | Teddy Bekuh BOOM       | Teddy R.Tee 24 Bekuh BOOM     | Teddy R.Tee 24 | 3:09    |  |
| 2.                              | "Don't Know What To Do"           | Teddy                  | Teddy 24 Brian Lee Bekuh BOOM | Teddy R.Tee 24 | 3:22    |  |
| 3.                              | "Kick It"                         | Teddy Danny Chung TAEO | Teddy 24                      | 24             | 3:12    |  |
| 4.                              | "Hope Not" (아니길)               | Teddy Masta Wu         | Teddy Seo Won-jin Lydia Paek  | Seo Won-jin    | 3:12    |  |
| 5.                              | "Ddu-Du Ddu-Du" (뚜두뚜두, remix) | Teddy                  | Teddy 24 R.Tee Bekuh BOOM     | R.Tee          | 3:22    |  |
| Duração total:                  | Duração total:                    | Duração total:         | Duração total:                | Duração total: | 16:19   |  |

| Kill This Love – Edição japonesa |                                             |                   |                               |                |         |  |
| N.º                              | Título                                      | Letras            | Música                        | Arranjo        | Duração |  |
| 1.                               | "Kill This Love (JP Ver.)"                  | Teddy Bekuh BOOM  | Teddy R.Tee 24 Bekuh BOOM     | Teddy R.Tee 24 | 3:09    |  |
| 2.                               | "Don't Know What to Do (JP Ver.)"           | Teddy             | Teddy 24 Brian Lee Bekuh BOOM | Teddy R.Tee 24 | 3:22    |  |
| 3.                               | "Kick It (JP Ver.)"                         | Teddy Danny Chung | Teddy 24                      | 24             | 3:12    |  |
| 4.                               | "Hope Not (JP Ver.)" (아니길)               | Teddy             | Teddy Seo Won-jin Lydia Paek  | Seo Won-jin    | 3:12    |  |
| 5.                               | "Ddu-Du Ddu-Du (JP Ver.)" (뚜두뚜두, remix) | Teddy             | Teddy 24 R.Tee Bekuh BOOM     | R.Tee          | 3:22    |  |
| 6.                               | "Kill This Love"                            | Teddy Bekuh BOOM  | Teddy R.Tee 24 Bekuh BOOM     | Teddy R.Tee 24 | 3:13    |  |
| 7.                               | "Don't Know What to Do"                     | Teddy             | Teddy 24 Brian Lee Bekuh BOOM | Teddy R.Tee 24 | 3:22    |  |
| 8.                               | "Kick It"                                   | Teddy Danny Chung | Teddy 24                      | 24             | 3:12    |  |
| 9.                               | "Hope Not" (아니길)                         | Teddy             | Teddy Seo Won-jin Lydia Paek  | Seo Won-jin    | 3:12    |  |
| 10.                              | "Ddu-Du Ddu-Du" (뚜두뚜두, remix)           | Teddy             | Teddy 24 R.Tee Bekuh BOOM     | R.Tee          | 3:22    |  |
| Duração total:                   | Duração total:                              | Duração total:    | Duração total:                | Duração total: | 32:38   |  |

## Prêmios e indicações
| Ano  | Prêmio                  | Categoria                   | Resultado | Ref.   |
| ---- | ----------------------- | --------------------------- | --------- | ------ |
| 2020 | Gaon Chart Music Awards | Álbum do Ano – 2º Trimestre | Indicado  | [ 13 ] |

| Crítico/Publicação | Lista                                    | Recipiente     | Posição | Ref.   |
| ------------------ | ---------------------------------------- | -------------- | ------- | ------ |
| MTV                | Os Melhores Lados B do K-pop de 2019     | "Kick It"      | 20      | [ 14 ] |
| Paper              | Os 20 Melhores Álbuns de 2019 pela Paper | Kill This Love | 9       | [ 15 ] |

## Desempenho nas paradas

### Tabelas semanais
| Tabela musical (2019)                      | Melhor posição |
| ------------------------------------------ | -------------- |
| Austrália (ARIA)                           | 18             |
| Canadá (Billboard)                         | 8              |
| Coreia do Sul (Gaon Album Chart)           | 3              |
| Escócia (Official Scottish Albums)         | 21             |
| Espanha (PROMUSICAE Albums)                | 30             |
| Estados Unidos (Billboard Top Album Sales) | 10             |
| Estados Unidos (Billboard 200)             | 24             |
| Estados Unidos (Digital Albums)            | 6              |
| Estados Unidos (Top World Albums)          | 1              |
| Irlanda (IRMA)                             | 52             |
| Japão (Oricon)                             | 17             |
| Japão (Billboard Japan Hot Albums)         | 9              |
| Nova Zelândia (RMNZ Albums)                | 10             |
| Reino Unido (Official Albums Chart)        | 40             |
| Suécia (Sverigetopplistan Albums)          | 23             |

### Tabelas de fim de ano
| Tabela musical (2019)                   | Posição |
| --------------------------------------- | ------- |
| Coreia do Sul (Gaon)                    | 17      |
| Estados Unidos (Billboard World Albums) | 14      |

## Certificações
| Região                                                                                                  | Certificação | Vendas  |
| --- | ------------ | ------- |
| China (QQ Music)                                                                                        | Diamante     | 670,595 |
| Coreia do Sul (KMCA)                                                                                    | Platina      | 383,280 |
| *números de vendas baseados somente na certificação ^números de vendas baseados somente na certificação |              |         |

## Histórico de lançamento
| Região        | Data                | Formatos                   | Gravadoras    |
| ------------- | ------------------- | -------------------------- | ------------- |
| Várias        | 5 de abril de 2019  | Download digital streaming | YG Interscope |
| Coreia do Sul | 23 de abril de 2019 | CD                         | YG            |
| Japão         | 26 de abril de 2019 | CD                         | YGEX          |